# Castianeira quadrimaculata
Castianeira quadrimaculata là một loài nhện trong họ Corinnidae.
Loài này thuộc chi Castianeira. Castianeira quadrimaculata được Eduard Reimoser miêu tả năm 1934.